# Swertia punicea
Swertia punicea là một loài thực vật có hoa trong họ Long đởm. Loài này được Hemsl. miêu tả khoa học đầu tiên năm 1890.